# Baiern (Landkreis Ebersberg)
Baierner en kommune i Landkreis Ebersberg i Regierungsbezirk Oberbayern i den tyske delstat Bayern. Den er en del af Verwaltungsgemeinschaft Glonn.
Navnet har sin oprindelse i den tidligere stavning af delstaten Bayern og folkestammen af samme navn Baierne eller Bajuvarerne.
Til kommunen hører landsbyerne Antholing, Berganger, Netterndorf og Jugenddorf Piusheim.

## Historie
Baiern hørte til Rentamt München og til Landgericht Schwaben i Kurfyrstendømmet Bayern og var sæde for et Hauptmannschaft. Benediktinerklosteret Weihenstephan var indtil sekulariseringen i 1803 en stor jordejer i området. 1818 dannedes den nuværende kommune.
Maleren Edgar Ende tilbragte sine seneste leveår i en tidligere skole i Netterndorf, hvor han døde 27. december 1965; Edgar Ende var far til forfatteren Michael Ende.